# Philosophical Transactions of the Royal Society A
Philosophical Transactions of the Royal Society A ( - Mathematical, Physical & Engineering Sciences) is een internationaal, aan collegiale toetsing onderworpen wetenschappelijk tijdschrift op het gebied van de wiskunde en natuurwetenschappen (met uitzonderling van de levenswetenschappen). De naam wordt in literatuurverwijzingen meestal afgekort tot Phil. Trans. R. Soc. A. Het tijdschrift wordt uitgegeven door de Royal Society en verschijnt tweewekelijks.
Het eerste nummer van de Philosophical Transactions of the Royal Society of London verscheen in 1665. In 1887 is het blad gesplitst in de delen A en B, waarbij deel A handelt over wiskunde en natuurkunde-gerelateerde wetenschappen en deel B over de levenswetenschappen.